# Piotr Wadecki
Piotr Wadecki, né le 11 février 1973 à Elbląg, est un coureur cycliste polonais, professionnel de 1997 à 2006. Il est actuellement directeur sportif de l'équipe CCC.

## Biographie
Formé dans l'équipe Vendée U de Jean-René Bernaudeau, Piotr Wadecki remporte en 1996 le Tour de la Martinique. Il commence sa carrière professionnelle en 1997 dans l'équipe Mroz. Brillant sur les courses d'Europe de l'Est, il parvient en 2000 à la 42e place du classement UCI grâce notamment à deux titres nationaux et une victoire finale à la Course de la Paix.
En 2001, il est recruté par l'équipe belge Domo-Farm Frites. Il remporte une étape de Paris-Nice et, l'année suivante, termine deuxième du Tour de Suisse. Il participe également à deux Tours de France. En mars 2002, il est victime d'une chute lors de Tirreno-Adriatico  qui lui cause des fractures du crâne et du poignet. Il reprend la compétition en juin au Tour de Suisse.
Après un passage peu concluant chez Lotto-Domo en 2004, il réussit une très bonne saison 2005 avec Action-Ati où il rejoint son frère Adam. Il remporte pour la deuxième fois la Course de la Solidarité olympique, se classe troisième de la Course des raisins et du Tour de Hesse, pour terminer 24e du classement individuel de l'UCI Europe Tour.

## Palmarès
- 1991
  - Coupe du Président de la Ville de Grudziadz
- 1993
  - 2e de la Course de la Solidarité olympique
- 1994
  - 2e du Circuit des Mines
  -  Médaillé de bronze du championnat du monde militaire du contre-la-montre par équipes
- 1996
  - Tour de la Martinique
  - 2e du Grand Prix Cristal Energie
- 1997
  -  Champion de Pologne sur route
  - 5e étape du Tour du Japon
  - Course de la Solidarité olympique :
    - Classement général
    - 1re et 3e étapes

  - 1re étape du Bałtyk-Karkonosze Tour
  - 2e de la Thrift Drug Classic
- 1998
  - 3e de la Course de la Paix
- 1999
  - Szlakiem Grodów Piastowskich :
    - Classement général
    - 2e étape

  - 5e étape du Tour de Pologne
  - 3e, 5e et 6e étapes du Bałtyk-Karkonosze Tour
  - Memorial A.Kaczyny i Malinowskiego
  - 2e du Bałtyk-Karkonosze Tour
- 2000
  -  Champion de Pologne sur route
  -  Champion de Pologne du contre-la-montre
  - Szlakiem Grodów Piastowskich :
    - Classement général
    - 1re, 2ea et 2eb étapes

  - 1re étape du Tour de Pologne
  - Course de la Paix
  - 4e, 5e et 6e étapes du Tour d'Égypte
  - 2e étape du Tour du Japon
  - 4e étape du Bałtyk-Karkonosze Tour
  - Wilmington Classic
  - Puchar Tatr-Zakopane
  - 2e du Tour de Pologne
  - 2e du Tour du Japon
  - 3e du Tour d'Égypte
  - 7e de la course en ligne des Jeux olympiques
- 2001
  - 6e étape de Paris-Nice
  - 2e étape du Tour de la province de Lucques
  - Mémorial Andrzej Trochanowski
  - 2e du Tour de la province de Lucques
  - 6e du championnat du monde sur route
  - 7e de la Classique de Saint-Sébastien
- 2002
  - 2e du Tour de Suisse
- 2003
  - 2e du Tour de Luxembourg
- 2005
  - Course de la Solidarité olympique :
    - Classement général
    - 2e étape

  - Pomorski Klasyk
  - 2e étape du Tour de Hesse
  - 3e de la Course des raisins
  - 3e du Tour de Hesse

## Résultats sur les grands tours

### Tour de France
- 2001 : 68e
- 2002 : 43e

### Tour d'Italie
- 2005 : non-partant (15e étape)

## Classements mondiaux
| Année           | 2005 |
| --------------- | ---- |
| UCI Africa Tour | 48e  |
| UCI Asia Tour   | 72e  |
| UCI Europe Tour | 24e  |